# Hubert Deschamps
Hubert Deschamps (* 13. September 1923 im 7. Arrondissement von Paris; † 29. Dezember 1998 im 1. Arrondissement von Paris) war ein französischer Schauspieler.

## Leben
Deschamps stammte aus einer Pariser Großbürgerfamilie. Sein Vater Paul Deschamps war Konservator des Museums für französische Monumente. Er begann 1943 ein Studium der Schönen Künste, bevor er sich im Alter von 20 Jahren der 2e division blindée anschloss.
Er begann seine Karriere nach dem Krieg bei Jean Dasté, einem Pionier der Dezentralisierung, in Saint-Étienne, nachdem er sich im Kabarett im Rose Rouge und im Trois Baudets versucht hatte. Er trat mit Jacques Dufilho auf, mit dem er Sketche schrieb und aufführte. Er wirkte in zahlreichen Boulevardstücken mit, insbesondere in Croque-Monsieur von Marcel Mithois, zusammen mit Jacqueline Maillan.
Louis Malle war einer der ersten, der ihm 1960 eine wichtige Rolle im Kino in Zazie dans le métro gab, aber es war Maurice Pialat, der ihm 1973 seine einzige Debütrolle in La Gueule ouverte anbot. Seine Karriere war danach zwischen Boulevardtheater und Nebenrollen im Kino aufgeteilt, wobei er oft den durchschnittlichen Franzosen spielte.
Er ist der Polizist, der Coluche 1980 in Inspecteur la Bavure den Beruf beibringt. Er spielt in zahlreichen Fernsehfilmen mit, beispielsweise 1992 in L’Affaire Seznec.
Er starb 1998 an einem Herzinfarkt und wurde im Familiengrab auf dem Gemeindefriedhof von Chêne-Arnoult (Yonne) begraben.
Er ist der Onkel des Regisseurs Jérôme Deschamps.

## Filmographie

### Kino
- 1950: Dein Weg ist Dir bestimmt (Quai de Grenelle)
- 1950: La Rue sans loi
- 1951: Le Dictionnaire des pin-up girls
- 1951: Bertrand cœur de lion
- 1951: Laurel und Hardy: Atoll K (Atoll K)
- 1951: Les Bonnes Manières
- 1953: Les Amours finissent à l'aube
- 1953: Venise
- 1953: À nous deux Paris
- 1954: Les hommes ne pensent qu'à ça
- 1954: Papa, maman, la bonne et moi
- 1955: Weiße Sklavinnen für Tanger (Les Impures)
- 1955: Zwischenlandung in Paris (Escale à Orly)
- 1955: French Can Can (French Cancan)
- 1956: Fernand Cowboy (Fernand cow-boy)
- 1956: Courte Tête
- 1957: L'Ami de la famille
- 1957: Nous autres à Champignol
- 1957: À pied, à cheval et en voiture
- 1957: Spione am Werk (Les Espions)
- 1957: Un amour de poche
- 1957: Woll’n Sie nicht mein Mörder sein? (Comme un cheveu sur la soupe)
- 1957: Fernand clochard
- 1957: En bordée
- 1958: Les Surmenés
- 1958: Le Sicilien
- 1958: Messieurs les ronds-de-cuir
- 1958: Fahrstuhl zum Schafott (Ascenseur pour l'échafaud)
- 1959: Meurtre en 45 tours
- 1959: Les Motards
- 1959: Bobosse
- 1959: Les Affreux
- 1959: La Marraine de Charley
- 1959: Pantalaskas
- 1959: Le Travail c'est la liberté
- 1960: Yves Robert
- 1960: La Corde raide
- 1960: La Millième Fenêtre
- 1960: Zazie (Zazie dans le métro)
- 1961: La Peau et les Os
- 1961: Affäre Nina B.
- 1961: Les Livreurs
- 1961: Auguste
- 1961: Une blonde comme ça
- 1962: Janine
- 1962: Les Bonnes Causes
- 1962: Auch Stehlen will gelernt sein (Arsène Lupin contre Arsène Lupin)
- 1962: Tartarin de Tarascon
- 1962: Les Quatre Vérités
- 1963: À toi de faire... mignonne
- 1963: Le Feu follet
- 1964: La Bonne Soupe
- 1964: Aurélia
- 1964: Radieschen von unten (Des pissenlits par la racine)
- 1964: Les Durs à cuire
- 1964: Patate
- 1964: La Chance et l'Amour
- 1964: Mordrezepte der Barbouzes (Les Barbouzes)
- 1964: Le Petit Claus et le Grand Claus
- 1965: La Corde au cou
- 1965: Les Copains
- 1965: Ich war eine männliche Sexbombe (Un monsieur de compagnie)
- 1965: L'Or du duc
- 1965: Les Bons Vivants
- 1966: Moi et les hommes de quarante ans
- 1967: Jean Herman: Bourrelier
- 1967: Bang-Bang
- 1968: Balduin, das Nachtgespenst (Le Tatoué)
- 1969: Un merveilleux parfum d'oseille
- 1970: Macédoine
- 1971: Comptes à rebours
- 1972: L'Ingénu
- 1972: Trop jolies pour être honnêtes
- 1973: Na !
- 1973: Le Magnifique – ich bin der Größte (Le Magnifique)
- 1974: La Soupe froide
- 1974: Abgetaucht (Les Gaspards)
- 1974: Gross Paris
- 1974: Die Qual vor dem Ende (La Gueule ouverte)
- 1974: Au suivant
- 1974: Trio Infernal (Le Trio infernal)
- 1975: Zig-Zig
- 1975: Soldat Duroc, ça va être ta fête
- 1975: Sérieux comme le plaisir
- 1975: Le Mâle du siècle
- 1975: C'est dur pour tout le monde
- 1975: Chobizenesse
- 1975: On a retrouvé la septième compagnie
- 1976: Bartleby
- 1977: Solveig et le Violon turc
- 1978: Ein verrücktes Huhn (Tendre Poulet)
- 1978: La Zizanie
- 1979: Damit ist die Sache für mich erledigt (Coup de tête)
- 1979: Rue du Pied de Grue
- 1979: Démons de midi
- 1980: Le Roi et l'Oiseau
- 1980: Les Sous-doués
- 1980: Die Bankiersfrau (La Banquière)
- 1980: T'inquiète pas, ça se soigne
- 1980: Inspektor Loulou – Die Knallschote vom Dienst (Inspecteur la Bavure)
- 1981: Les Surdoués de la première compagnie
- 1981: L'Amour trop fort
- 1981: San Antonio ne pense qu'à ça
- 1981: Pourquoi pas nous ?
- 1981: Prends 10000 balles et casse toi
- 1982: Les Sous-doués en vacances
- 1982: Salut, j'arrive
- 1982: Ça va faire mal !
- 1983: Prends ton passe-montagne, on va à la plage
- 1983: Ça va pas être triste
- 1983: Garçon !
- 1983: Un bon petit diable
- 1984: Vive le fric !
- 1985: L'Été prochain
- 1985: Tranches de vie
- 1985: Adieu blaireau
- 1985: Y'a pas le feu...
- 1987: La Septième dimension
- 1987: En silence
- 1987: Der unwiderstehliche Charme des Geldes (Association de malfaiteurs)
- 1988: À notre regrettable époux
- 1988: Corps z'a corps
- 1988: Bonjour l'angoisse
- 1989: À deux minutes près
- 1989: Mona et moi
- 1990: Un jeu d'enfant
- 1992: Das unheimliche Haus (L'Inconnu dans la maison)
- 1994: Les Pieds sous la table
- 1999: Le Voyage à Paris

### Fernsehen
- 1954: Fraternité
- 1956: Eugénie Grandet
- 1957: Le Plus Heureux des trois
- 1957: En votre âme et conscience
- 1961: Le Trésor des 13 maisons
- 1962: Quand on est deux
- 1962: La Lettre dans un taxi
- 1962: Les Cinq Dernières Minutes
- 1963: Tous ceux qui tombent
- 1963: Les Raisins verts
- 1963: L'inspecteur Leclerc enquête
- 1964: Les Aventures de Monsieur Pickwick
- 1964: Rocambole
- 1965: Genousie
- 1965: Ubu roi
- 1965: Les Jeunes Années
- 1966: Au théâtre ce soir
- 1967: Anna
- 1967: Saturnin Belloir
- 1967: Jean de la Tour Miracle
- 1968: Les Compagnons de Baal
- 1968: Sérieux s'abstenir
- 1969: Que ferait donc Faber ?
- 1970: Alice au pays des merveilles
- 1971: Le Dessous des cartes d'une partie de whist
- 1971: Grenzfälle – Es geschah übermorgen (Aux frontières du possible)
- 1972: Comme il vous plaira
- 1973: Le Voyage
- 1973: Vogue la galère
- 1973: Les Nouvelles Aventures de Vidocq
- 1974: À vos souhaits... la mort
- 1974: Au pays d'Eudoxie ou le Satyre de la Villette
- 1974: Les Cinq Dernières Minutes
- 1975: Monsieur Jadis
- 1977: Richelieu
- 1977: Les Folies Offenbach
- 1978: Histoires de voyous
- 1978: Les Amours sous la Révolution
- 1978: Le Devoir de français
- 1979: Les Insulaires
- 1979: Pierrot mon ami
- 1980: Mont-Oriol
- 1980: Petit déjeuner compris
- 1980: Les Visiteurs
- 1980: La Grossesse de Madame Bracht
- 1980: Arsène Lupin joue et perd
- 1981: Le Mythomane
- 1981: Salut champion
- 1981: L'Ennemi de la mort
- 1981: Le Serment d'Heidelberg
- 1981: Histoire contemporaine
- 1981: Patricia
- 1982: Une villa aux environs de New York
- 1982: Le Village sur la colline
- 1982: Les Grands Ducs
- 1982: Ralentir école
- 1982: Le Sage de Sauvenat
- 1982: La Démobilisation générale
- 1983: Père Noël et fils
- 1984: Sortie interdite
- 1985: L'Homme des couloirs
- 1985: Maguy
- 1987: Série noire
- 1987: Les Cinq Dernières Minutes
- 1987: Bonjour maître
- 1988: La Belle Anglaise
- 1989: David Lansky
- 1991: Myster Mocky présente
- 1992: Épisodes de Maigret
- 1993: L'Affaire Seznec
- 1994: Ferbac